# Theope minialba
Espèce
Theope minialba est une espèce d'insectes lépidoptères appartenant à la famille  des Riodinidae et au genre Theope.

## Taxonomie
Theope minialba a été nommé par Jean-Yves Gallard en 2008.

## Description
Theope minialba est un papillon blanc. Le dessus des ailes antérieures est blanc très largement bordé de marron ne laissant qu'une plage blanche au bord interne depuis la base jusqu'à l'aire postdiscale. Les ailes postérieures sont blanches avec une tache marron à l'apex.
Le revers est blanc.

## Biologie
Sa biologie n'est pas connue. La femelle a été vue volant au soleil sur Cordia schomburgkii en fleurs.

## Écologie et distribution
Theope palambala n'est présent qu'en Guyane.

### Biotope
Il a été trouvé sur la route de Kaw à Roura en Guyane.

### Protection
Pas de statut de protection particulier.